# 萬秀洗衣店
萬秀洗衣店是位於台灣臺中市后里區的一家傳統洗衣店，自1951年開業，舊名為「日和」洗衣店，現名為萬秀洗衣店，目前為第三代，曾於2021年獲得台灣優良老店。
2020年，透過第三代張瑞夫將客人未帶走的衣服穿搭在第一代老闆萬吉跟老闆娘秀娥身上，拍下一系列照片，上傳到instagram上提醒客人洗衣服要記得帶走受到關注。instagram帳號名為萬秀的洗衣店（wantshowasyoung），萬秀諧音wantshow，萬吉秀娥就算80幾歲還是可以as young! 因為這些照片受到CNN、BBC、紐約時報等國際媒體報導，粉絲追蹤人數超過70萬。
2020年10月6日「2020台北時裝週SS21」邀請萬吉和秀娥擔任永續時尚大使。
2021年12月21日張瑞夫出版書籍《溫馨提醒：洗衣服請記得拿 我和萬秀的成長故事！》
2023年5月23日秀娥阿嬤過世享壽86歲。
2024年4月張瑞夫於台北開設二代店「萬秀洗濯實驗室」。